# Демис Русос
Демис Русос (грч. Ντέμης Ρούσσος, Александрија, 15. јун 1946 — Атина, 25. јануар 2015) био је грчки певач који је током 1970-их стекао светску славу као члан групе Aphrodite's Child. Током каријере продао је преко 60 милиона албума.
Рођен је и одрастао у Александрији, у Египту, у породици где су отац и мајка били грчког порекла. Током Суецке кризе изгубили су своје поседе и прешли да живе у Грчку.
Након што су почели да живе у Грчкој, почео је да свира у музичким групама где је упознао и Евангелоса Одисеаса Папатанасија и Лукаса Сидераса са којима је касније свирао у Aphrodite's Child од 1967. На почетку је само певао а касније је почео да свира бас-гитару, чиме је постигао велики комерцијални успех у Француској и другим деловима Европе у периоду 1968. до 1972.